# Thievy Bifouma
Thievy Bifouma (Saint-Denis, 13 de maio de 1992) é um futebolista profissional congolês que atua como atacante.

## Carreira
Thievy Bifouma representou o elenco da Seleção Congolesa de Futebol no Campeonato Africano das Nações de 2015.